# Ованесян Ашот Гарегінович
Ашот Гарегінович Ованесян (Іоаннисян) (17 червня 1887 , Шуша, Російська імперія  — 30 червня 1972 , Єреван ) — вірменський революціонер та радянський політичний діяч, історик. Академік АН ВРСР (1960).
Лауреат Державної премії Вірменської РСР (1985, посмертно).

## Біографія
Закінчив реальне училище Шуші. У 1906–1913 роках навчався в університетах Німеччини (Галле, Єна, Мюнхен), вивчав філософію та економіку. Ступінь доктора філософії отримав за своє перше наукове дослідження «Ісраел Орі та вірменська визвольна ідея» (1913), видане німецькою в Мюнхені.
Брав активну участь у революційному русі в Закавказзі. До РСДРП вступив 1906 року.
У 1913 році повернувся до Шуші й викладав у духовній семінарії. У 1914–1917 роках проводив заняття в духовній семінарії Геворгян в Ечміадзіні. Доцент загальної історії та політекономії в Ечміадзінській академії (1915–1917).
1917 року в Шуші видавав газету «Нецук» («Опора»). У 1917-1918 роках працював у шкільному відділі Комісаріату просвіти Бакинської комуни. Після її падіння виїхав до Москви.
У 1918—1919 роках — доцент, професор кафедри історії Передньої Азії Лазарівського інституту східних мов у Москві, одночасно завідував видавничим відділом Комісаріату у вірменських справах.
1920 року редагував газету «Банворі кріви» («Боротьба робітника») в Ростові-на-Дону. Того ж року у складі місії Бориса Леграна брав участь у перемовинах з урядом Республіки Вірменія.
12 грудня 1920 — вересень 1921 року — народний комісар освіти Вірменської РСР. Професор Єреванського державного університету (1921–1926).
З 5 червня 1922 по березень 1923 року — секретар ЦК КП(б) Вірменії. З березня 1923 по 6 липня 1927 року — 1-й секретар ЦК КП(б) Вірменії.
1928 року був відряджений рішенням Секретаріату ЦК ВКП(б) на роботу до Інституту марксизму-ленінізму. У 1928-1931 роках керував кабінетом історії міжнародних відносин того ж інституту. Потім в Інституті національностей СРСР (1929–1934), у 1931–1934 роках — професор історії національно-визвольних рухів народів Сходу Інституті національностей АН СРСР. У 1934–1937 роках одночасно завідував і Московським відділенням Державної академії історії та матеріальної культури в ранзі дійсного члена цієї академії. У 1936–1937 роках був заступником директора Інституту історії АН СРСР.
Виключений з лав ВКП(б) 13 липня 1937 року. Був репресований, перебував у виправно-трудових таборах. 1943 року вийшов на волю. 1954 року був цілковито реабілітований і став старшим науковим співробітником Інституту історії. 1955 року захистив докторську дисертацію. 1960 — академік АН Вірменської РСР, заслужений діяч науки Вірменської РСР (1962).
З 1961 року був завідувачем відділом новітньої історії в Інституті історії АН Вірменської РСР.
Нагороджений орденами Леніна та Трудового Червоного Прапора.

## Праці
- Налбандян і його часи. Т. 1—2, 1955–1956
- Нариси історії вірменської визвольної думки. Кн. 1—2, 1957–1959